# العلاقات الفلبينية المكسيكية
العلاقات الفلبينية المكسيكية هي العلاقات الثنائية التي تجمع بين الفلبين والمكسيك.

## مقارنة بين البلدين
هذه مقارنة عامة ومرجعية للدولتين:
| وجه المقارنة                                              | الفلبين                       | المكسيك                                                                               |
| --------------------------------------------------------- | ----------------------------- | ------------------------------------------------------------------------------------- |
| المساحة (كم2)                                             | 343.45 ألف                    | 1.97 مليون                                                                            |
| عدد السكان (نسمة)                                         | 104.92 مليون                  | 130.53 مليون                                                                          |
| الكثافة السكانية (ن./كم²)                                 | 305.49                        | 66.26                                                                                 |
| العاصمة                                                   | مانيلا                        | مدينة مكسيكو                                                                          |
| اللغة الرسمية                                             | اللغة الفلبينية، لغة إنجليزية | اللغة الإسبانية                                                                       |
| العملة                                                    | بيسو فلبيني                   | بيزو مكسيكي                                                                           |
| الناتج المحلي الإجمالي (بليون دولار)                      | 313.60 مليار                  | 1.15 تريليون                                                                          |
| الناتج المحلي الإجمالي (تعادل القوة الشرائية) بليون دولار | 743.90 مليار                  | 2.16 تريليون                                                                          |
| الناتج المحلي الإجمالي الاسمي للفرد دولار أمريكي          | 2.90 ألف                      | 9.01 ألف                                                                              |
| الناتج المحلي الإجمالي للفرد دولار أمريكي                 | 7.39 ألف                      | 17.32 ألف                                                                             |
| مؤشر التنمية البشرية                                      | 0.668                         | 0.756                                                                                 |
| رمز المكالمات الدولي                                      | +63                           | +52                                                                                   |
| رمز الإنترنت                                              | .ph                           | .mx                                                                                   |
| المنطقة الزمنية                                           | توقيت الفلبين                 | منطقة زمنية وسطى، المنطقة الزمنية الجبلية، زمن منطقة المحيط الهادئ، منطقة زمنية شرقية |

## مدن متوأمة
في ما يلي قائمة باتفاقيات التوأمة بين مدن فلبينية ومكسيكية:
- ترتبط مانيلا مع مدينة مكسيكو باتفاقية توأمة منذ 1966.[17][17][17][17]
- ترتبط داغوبان مع غوادالاخارا باتفاقية توأمة منذ 19 فبراير 1975.
- ترتبط كافيت سيتي مع تشيلبانسينغو باتفاقية توأمة منذ 1969.

## منظمات دولية مشتركة
يشترك البلدان في عضوية مجموعة من المنظمات الدولية، منها:
| علم المنظمة | اسم المنظمة                                      | تاريخ انضمام الفلبين | تاريخ انضمام المكسيك |
| ----------- | ------------------------------------------------ | -------------------- | -------------------- |
|             | مؤسسة التنمية الدولية                            | 28 أكتوبر 1960       | 24 أبريل 1961        |
|             | يونسكو                                           | 21 نوفمبر 1946       | 4 نوفمبر 1946        |
|             | وكالة ضمان الاستثمار متعدد الأطراف               | 8 فبراير 1994        | 1 يوليو 2009         |
|             | الأمم المتحدة                                    | 24 أكتوبر 1945       | 7 نوفمبر 1945        |
|             | الفريق المعني برصد الأرض                         | ?                    | ?                    |
|             | الاتحاد البريدي العالمي                          | ?                    | ?                    |
|             | البنك الدولي للإنشاء والتعمير                    | 27 ديسمبر 1945       | 31 ديسمبر 1945       |
|             | المنظمة الهيدروغرافية الدولية                    | ?                    | ?                    |
|             | الاتحاد الدولي للاتصالات                         | 25 مايو 1912         | 1 يوليو 1908         |
|             | منظمة حظر الأسلحة الكيميائية                     | ?                    | ?                    |
|             | مؤسسة التمويل الدولية                            | 12 أغسطس 1957        | 20 يوليو 1956        |
|             | منظمة التجارة العالمية                           | 1995                 | 1995                 |
|             | منتدى التعاون الاقتصادي لدول آسيا والمحيط الهادئ | 6 نوفمبر 1989        | 17 نوفمبر 1993       |
|             | منظمة الشرطة الجنائية الدولية                    | ?                    | ?                    |

## أعلام
هذه قائمة لبعض الشخصيات التي تربطها علاقات بالبلدين:
- جيليان وارد (عارضة فلبينية، 23 فبراير 2005 – )
- خوليو دياز (ممثل فلبيني، 18 نوفمبر 1958 – )

## وصلات خارجية
- موقع وزارة الخارجية الفلبينية
- موقع وزارة الخارجية المكسيكية